# Budince
Budince es un municipio situado en el distrito de Michalovce, en la región de Košice, Eslovaquia. Tiene una población estimada, en julio de 2024, de 235 habitantes.

## Demografía
| Año        | 1994 | 2004     | 2014    | 2024    |
| ---------- | ---- | -------- | ------- | ------- |
| Población  | 182  | 213      | 215     | 233     |
| Diferencia |      | +17,03 % | +0,93 % | +8,37 % |

| Año        | 2023 | 2024    |
| ---------- | ---- | ------- |
| Población  | 226  | 233     |
| Diferencia |      | +3,09 % |